# Hyalonema indicum
Hyalonema indicum är en svampdjursart som beskrevs av Schulze 1894. Hyalonema indicum ingår i släktet Hyalonema och familjen Hyalonematidae.

## Underarter
Arten delas in i följande underarter:
- H. i. andamanense
- H. i. indicum
- H. i. laccadivense